# ميثاق منظمة الدول الأمريكية
ميثاق منظمة الدول الأمريكية هو معاهدة أمريكية تحدد إنشاء منظمة الدول الأمريكية. تم التوقيع عليها في المؤتمر الدولي التاسع للدول الأمريكية في 30 أبريل 1948، الذي عقد في بوغوتا، كولومبيا. دخلت المعاهدة حيز التنفيذ في 13 ديسمبر 1951.

## تعديلات
تم تعديله من قبل:
- بروتوكول بوينس آيرس (27 فبراير 1967)
- بروتوكول قرطاجنة (5 ديسمبر 1985)
- بروتوكول واشنطن (14 ديسمبر 1992)
- بروتوكول ماناغوا (10 يونيو 1993)

## الموقعون
يتم ترتيب الدول الأمريكية الموقعة على ميثاق منظمة الدول الأمريكية حسب تاريخ الانضمام:
- الأرجنتين (1948)
- بوليفيا (1948)
- البرازيل (1948)
- تشيلي (1948)
- كولومبيا (1948)
- كوستاريكا (1948)
- كوبا (1948) – بموجب قرار الاجتماع الثامن لمشاورات وزراء الخارجية (1962)، تم استبعاد كوبا من المشاركة في منظمة الدول الأمريكية، لكن هذا القرار لم يعد ساريًا في عام 2009 بموجب قرار منظمة الدول الأمريكية 2438.
- الإكوادور (1948)
- السلفادور (1948)
- الولايات المتحدة الأمريكية (1948)
- غواتيمالا (1948)
- هايتي (1948)
- هندوراس (1948) تم تعليقها بعد انقلاب عام 2009 الذي أطاح بالرئيس مانويل زيلايا. أعيد قبولها في مايو 2011.
- المكسيك (1948)
- نيكاراغوا (1948)
- بنما (1948)
- باراغواي (1948)
- بيرو (1948)
- جمهورية الدومينيكان (1948)
- أوروغواي (1948)
- فنزويلا (1948)
- أنتيغوا وبربودا (1967)
- بربادوس (1967)
- ترينيداد وتوباغو (1967)
- جامايكا (1969)
- غرينادا (1975)
- سورينام (1977)
- دومينيكا (1979)
- سانت لوسيا (1979)
- سانت فنسنت وجزر غرينادين (1981)
- جزر البهاما (1982)
- سانت كيتس ونيفيس (1984)
- كندا (1990)
- بليز (1991)
- غيانا (1991)

## روابط خارجية
- نسخة من ميثاق منظمة الدول الأمريكية
- الموقعون والمصادقة